# Saint-Léomer
Saint-Léomer est une commune du Centre-Ouest de la France, située dans le département de la Vienne (région Nouvelle-Aquitaine).

## Géographie
Saint-Léomer est une commune rurale.

### Localisation
La commune est proche du parc naturel régional de la Brenne.
La commune est située dans le Centre-Ouest de la France, à 60 km de Poitiers.

### Communes limitrophes
|              | Journet           |                     |
| Montmorillon | Saint-Léomer      | La Trimouille       |
|              | Bourg-Archambault | Brigueil-le-Chantre |

### Géologie et relief
La région de Saint-Léomer présente un paysage singulier composé de bocages et de vallées. Le paysage de bocage dans le département de la Vienne se caractérise par des champs cultivés ou des prés  enclos par des haies avec des alignements plus ou moins continus d'arbres et arbustes. Ces haies si caractéristiques contribuent à une meilleure qualité des eaux, permettent son infiltration et protègent ainsi contre l'érosion des sols. Elles constituent des zones de refuge pour la biodiversité. Elles ont, aussi, un rôle de régulation climatique et de nombreux intérêts agronomiques (brise vent, protection du bétail...).
Le terroir se compose : de terres de brandes pour 96 % et de sols limoneux sur altérite pour le restant qui couvrent les plateaux du seuil du Poitou. La lande est, ici, de type atlantique: elle est souvent dominée par la Bruyère arborescente et l’Ajonc d’Europe qui constituent un couvert difficilement pénétrable pouvant atteindre 3 m de hauteur. Dans ce cas, la lande prend le nom régional de « brandes ». C’est un espace issu de la dégradation et de l’exploitation intensive de la forêt originelle. La lande couvrait jusqu’à la fin du XIXe siècle plusieurs dizaines de milliers d’hectares (90 000 hectares pour le département de la Vienne vers 1877). Cette terre a été largement mise en culture à la suite de défrichements ou boisée avec du pin maritime. Il s’agit maintenant d’espaces marginaux et menacés car considérés comme « improductifs ». Pourtant, la lande joue un rôle majeur pour une biodiversité qui s’est adaptée et a survécu en leur sein et il s’agit également d’un espace refuge pour de nombreuses espèces de mammifères.
En 2006, 76 % de la superficie de la commune était occupée par l'agriculture et de 24 % par des forêts et des milieux semi-naturels. La présence de milieux naturels et semi-naturels riches et diversifiés sur le territoire communal permet d’offrir des conditions favorables à l’accueil de nombreuses espèces pour l'accomplissement de leur cycle vital (reproduction, alimentation, déplacement, refuge). Forêts, landes, prairies et pelouses, cours d’eau et zones humides… constituent ainsi des cœurs de biodiversité et/ou de véritables corridors biologiques.
La forêt privée représente, en 2007, 301 hectares soit 10 % du territoire communal. Les espaces boisés (la moyenne sur la région Poitou-Charentes est de 15 %, et  29,2 % pour la France) sur le territoire communal contribuent à assurer des fonctions de production (bois d’œuvre mais aussi bois énergie), de protection (espèces, qualité des eaux) et sociales (accueil du public). Les forêts les plus anciennes ou implantées dans des conditions écologiques particulières (pentes, bords de cours d'eau...) abritent en général la biodiversité la plus forte. Mais, au cours de l’histoire, pour répondre aux besoins d'une population rurale importante, la forêt poitevine a été intensément défrichée et surexploitée jusqu’à la révolution industrielle. Environ la moitié des forêts actuelles du Poitou n'existait pas il y a 200 ans.

### Hydrographie
La commune est traversée par 9 km de cours d'eau dont le principal est le Salleron sur une longueur de 7 km.

### Climat
Pour des articles plus généraux, voir Climat de la Nouvelle-Aquitaine et Climat de la Vienne.
Historiquement, la commune est exposée à un climat océanique du nord-ouest.  
En 2020, Météo-France publie une typologie des climats de la France métropolitaine dans laquelle la commune est exposée à un climat océanique altéré et est dans la région climatique Poitou-Charentes, caractérisée par un bon ensoleillement, particulièrement en été et des vents modérés.
Pour la période 1971-2000, la température annuelle moyenne est de 11,7 °C, avec une amplitude thermique annuelle de 15 °C. Le cumul annuel moyen de précipitations est de 808 mm, avec 12 jours de précipitations en janvier et 6,8 jours en juillet. Pour la période 1991-2020, la température moyenne annuelle observée sur la station météorologique la plus proche, située sur la commune de Montmorillon à 9,49 km à vol d'oiseau, est de 0,0 °C et le cumul annuel moyen de précipitations est de 0,0 mm,. Pour l'avenir, les paramètres climatiques de la commune estimés pour 2050 selon différents scénarios d’émission de gaz à effet de serre sont consultables sur un site dédié publié par Météo-France en novembre 2022.

### Voies de communication et transports
Les gares et les haltes ferroviaires de Saint-Léomer sont :
- Montmorillon à 9,9 km,
- Lathus à 11,2 km,
- Lussac-les-Chateaux à 21,8 km,
- Le Dorat à 25,9 km.

L'aéroport le plus proche est l'aéroport de Poitiers-Biard situé à 55,7 km.

## Urbanisme

### Typologie
Au 1er janvier 2024, Saint-Léomer est catégorisée commune rurale à habitat très dispersé, selon la nouvelle grille communale de densité à sept niveaux définie par l'Insee en 2022.
Elle est située hors unité urbaine. Par ailleurs la commune fait partie de l'aire d'attraction de Montmorillon, dont elle est une commune de la couronne,. Cette aire, qui regroupe 18 communes, est catégorisée dans les aires de moins de 50 000 habitants,.

### Occupation des sols
L'occupation des sols de la commune, telle qu'elle ressort de la base de données européenne d’occupation biophysique des sols Corine Land Cover (CLC), est marquée par l'importance des territoires agricoles (75,6 % en 2018), une proportion sensiblement équivalente à celle de 1990 (75,8 %). La répartition détaillée en 2018 est la suivante : 
prairies (40,9 %), zones agricoles hétérogènes (25,9 %), milieux à végétation arbustive et/ou herbacée (13,8 %), forêts (10,6 %), terres arables (8,8 %). L'évolution de l’occupation des sols de la commune et de ses infrastructures peut être observée sur les différentes représentations cartographiques du territoire : la carte de Cassini (XVIIIe siècle), la carte d'état-major (1820-1866) et les cartes ou photos aériennes de l'IGN pour la période actuelle (1950 à aujourd'hui).

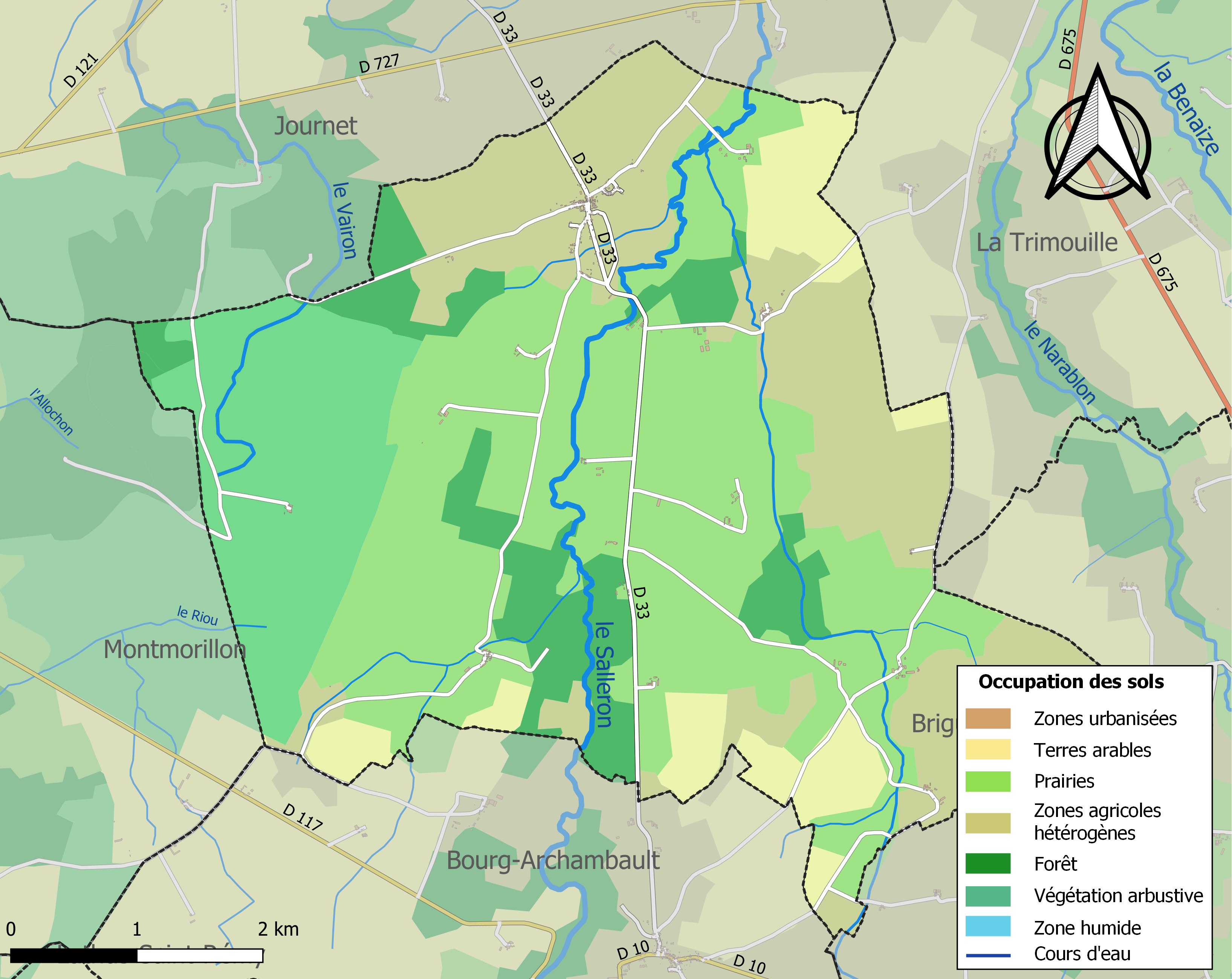
Carte des infrastructures et de l'occupation des sols de la commune en 2018 (CLC).

### Risques majeurs
Le territoire de la commune de Saint-Léomer est vulnérable à différents aléas naturels : météorologiques (tempête, orage, neige, grand froid, canicule ou sécheresse), inondations, feux de forêts, mouvements de terrains et séisme (sismicité faible). Il est également exposé à un risque technologique, le transport de matières dangereuses, et à un risque particulier : le risque de radon. Un site publié par le BRGM permet d'évaluer simplement et rapidement les risques d'un bien localisé soit par son adresse soit par le numéro de sa parcelle.

#### Risques naturels
Certaines parties du territoire communal sont susceptibles d’être affectées par le risque d’inondation par débordement de cours d'eau, notamment le Salleron et le Vairon. La commune a été reconnue en état de catastrophe naturelle au titre des dommages causés par les inondations et coulées de boue survenues en 1982, 1999 et 2010,.
Saint-Léomer est exposée au risque de feu de forêt. En 2014, le deuxième plan départemental de protection des forêts contre les incendies (PDPFCI) a été adopté pour la période 2015-2024. Les obligations légales de débroussaillement dans le département sont définies dans un arrêté préfectoral du 29 mai 2015,, celles relatives à l'emploi du feu et au brûlage des déchets verts le sont dans un arrêté permanent du 24 mai 2015,.

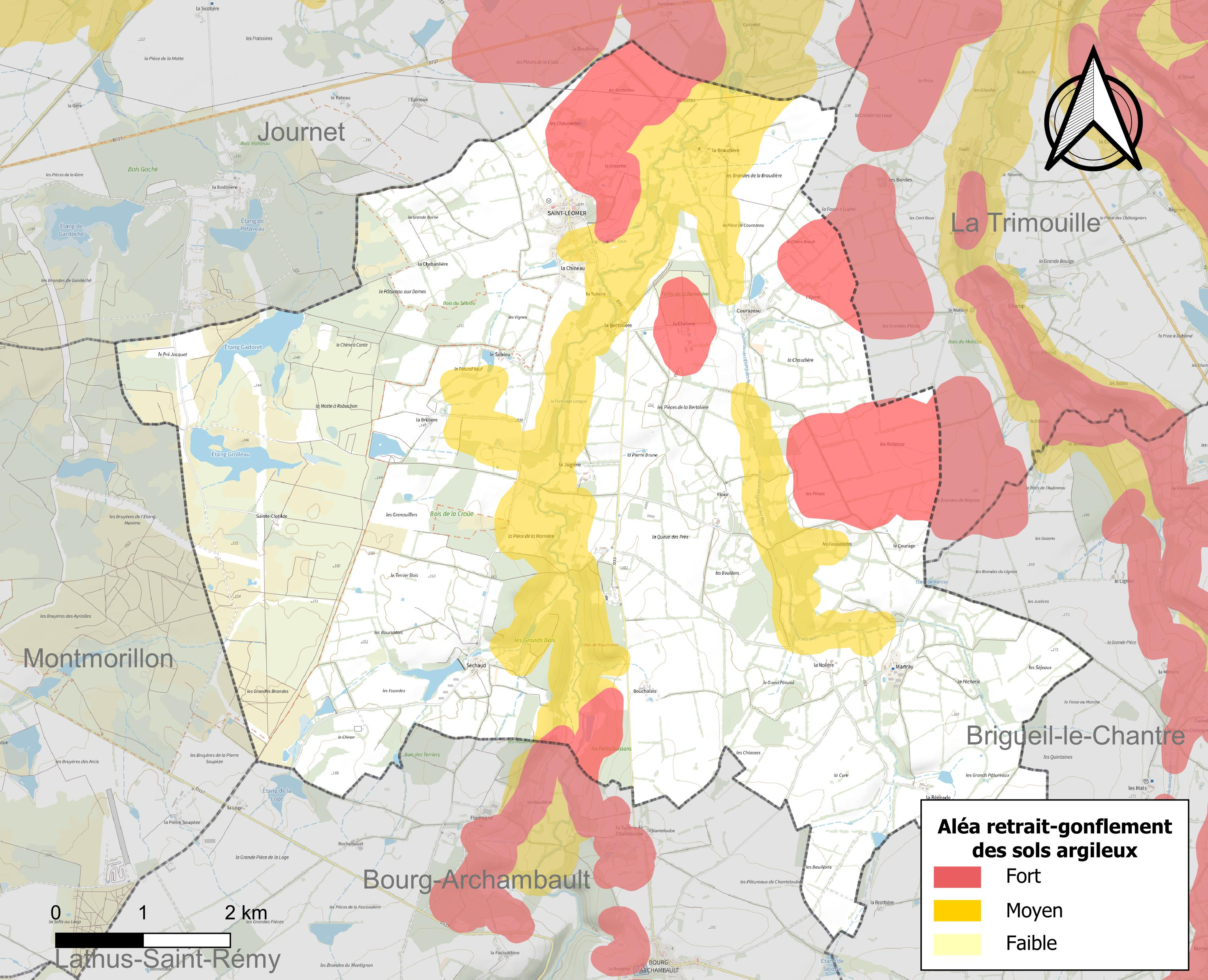
Carte des zones d'aléa retrait-gonflement des sols argileux de Saint-Léomer.

Les mouvements de terrains susceptibles de se produire sur la commune sont des affaissements et effondrements liés aux cavités souterraines (hors mines) et des tassements différentiels. Afin de mieux appréhender le risque d’affaissement de terrain, un inventaire national permet de localiser les éventuelles cavités souterraines sur la commune. Le retrait-gonflement des sols argileux est susceptible d'engendrer des dommages importants aux bâtiments en cas d’alternance de périodes de sécheresse et de pluie. 26,2 % de la superficie communale est en aléa moyen ou fort (79,5 % au niveau départemental et 48,5 % au niveau national). Depuis le 1er octobre 2020, en application de la loi ÉLAN, différentes contraintes s'imposent aux vendeurs, maîtres d'ouvrages ou constructeurs de biens situés dans une zone classée en aléa moyen ou fort,.
La commune a été reconnue en état de catastrophe naturelle au titre des dommages causés par la sécheresse en 1989, 2016 et 2017 et par des mouvements de terrain en 1999 et 2010.

#### Risque particulier
Dans plusieurs parties du territoire national, le radon, accumulé dans certains logements ou autres locaux, peut constituer une source significative d’exposition de la population aux rayonnements ionisants. Selon la classification de 2018, la commune de Saint-Léomer est classée en zone 3, à savoir zone à potentiel radon significatif.

## Histoire

### Antiquité
La commune est occupée dès l’antiquité comme l’atteste le site de Mazamas au sud-ouest du bourg qui est daté du Ier siècle av. J.-C.
Ce sanctuaire a livré des fragments une gourde en céramique à glaçure plombifère décorée d'une tête de méduse, provenant de l'atelier de poterie de Saint-Rémy (Allier)

### Moyen Âge
Au Moyen Âge, le village de Saint-Léomer se développe autour de son église. Les fontaines, nombreuses dans cette région, avaient selon la légende, des vertus curatives, pour certaines maladies et attiraient ainsi des pèlerins.

## Politique et administration
Saint-Léomer dépend de la sous-préfecture de la Vienne à Montmorillon.
Le bourg a porté au cours de l'histoire d'autres noms administratifs : en 1793, Saint-Léemer puis en 1801, Saint-Liomet.

### liste des maires
| Période   | Période   | Identité             | Étiquette | Qualité |
| --------- | --------- | -------------------- | --------- | ------- |
| mars 2001 | mars 2008 | François Cardonne    |           |         |
| mars 2008 |           | Jean-Pierre Tabuteau |           |         |

### Instances judiciaires et administratives
La commune relève du tribunal d'instance de Poitiers, du tribunal de grande instance de Poitiers, de la cour d'appel  de Poitiers, du tribunal pour enfants de Poitiers, du conseil de prud'hommes de Poitiers, du tribunal de commerce de Poitiers, du tribunal administratif de Poitiers et de la cour administrative d'appel  de  Bordeaux, du tribunal des pensions de Poitiers, du tribunal des affaires de la Sécurité sociale de la Vienne, de la cour d’assises de la Vienne.

### service public
Les bureaux de La Poste les plus proches sont ceux de La Trimouille à 4,4 km, de Brigueil-le-Chantre à 8,1 km et de Montmorillon à 10,1 km.

## Population et société

### Démographie
L'évolution du nombre d'habitants est connue à travers les recensements de la population effectués dans la commune depuis 1793. Pour les communes de moins de 10 000 habitants, une enquête de recensement portant sur toute la population est réalisée tous les cinq ans, les populations de référence des années intermédiaires étant quant à elles estimées par interpolation ou extrapolation. Pour la commune, le premier recensement exhaustif entrant dans le cadre du nouveau dispositif a été réalisé en 2005.

En 2022, la commune comptait 171 habitants, en évolution de −6,56 % par rapport à 2016 (Vienne : +0,6 %, France hors Mayotte : +2,11 %).
| 1793 | 1800 | 1806 | 1821 | 1831 | 1836 | 1841 | 1846 | 1851 |
| ---- | ---- | ---- | ---- | ---- | ---- | ---- | ---- | ---- |
| 505  | 203  | 339  | 399  | 420  | 413  | 391  | 427  | 435  |

| 1856 | 1861 | 1866 | 1872 | 1876 | 1881 | 1886 | 1891 | 1896 |
| ---- | ---- | ---- | ---- | ---- | ---- | ---- | ---- | ---- |
| 415  | 409  | 449  | 486  | 529  | 530  | 511  | 519  | 541  |

| 1901 | 1906 | 1911 | 1921 | 1926 | 1931 | 1936 | 1946 | 1954 |
| ---- | ---- | ---- | ---- | ---- | ---- | ---- | ---- | ---- |
| 555  | 527  | 548  | 468  | 422  | 391  | 347  | 367  | 382  |

| 1962 | 1968 | 1975 | 1982 | 1990 | 1999 | 2005 | 2006 | 2010 |
| ---- | ---- | ---- | ---- | ---- | ---- | ---- | ---- | ---- |
| 289  | 258  | 263  | 234  | 205  | 183  | 185  | 179  | 182  |

| 2015 | 2020 | 2022 | - | - | - | - | - | - |
| ---- | ---- | ---- | - | - | - | - | - | - |
| 183  | 170  | 171  | - | - | - | - | - | - |

En 2008, selon l’Insee, la densité de population de la commune était de 6,2 hab./km2 contre 61 hab./km2 pour le département, 68 hab./km2 pour la région Poitou-Charentes et 115 hab./km2 pour la France.
Les dernières statistiques démographiques pour la commune ont été fixées en 2009 et publiées en 2012. Il ressort que la mairie de Saint-Léomer administre une population totale de 185 personnes. À cela il faut soustraire les résidences secondaires (quatre personnes) pour constater que la population permanente sur le territoire de la commune est de 181 habitants.
La diminution de 11 % de la population de la commune de 1999 à 2006 s’intègre dans une évolution générale à l’ensemble des communes rurales du département de la Vienne. Les zones rurales perdent de leurs habitants au profit d’une vaste région circonscrite autour des deux grandes métropoles du département : Poitiers et Châtellerault, et plus particulièrement au profit des cantons limitrophes de la préfecture.
La répartition de la population par sexe est la suivante (INSEE) :
- en 1999 : hommes 50,8 %  et femmes 49,2 %.
- en 2005 : hommes 50,3 %  et femmes 49,7 %.
- en 2010 : hommes 53,5 %  et femmes 46,5 %.

En 2005, selon l'Insee :
- Le nombre de célibataires était de 35,3 %,
- Les couples mariés représentaient 52,4 % de la population,
- Les divorcés représentaient 4,1 % de la population,
- Le nombre de veuves et veufs était de 8,2 %.

### Enseignement
La commune de Saint-Léomer dépend de l' académie de Poitiers et les écoles primaires de la commune dépendent de l'inspection académique de la Vienne. Le rectorat est celui de Poitiers.

## Économie

### Agriculture
Selon la direction régionale de l'Alimentation, de l'Agriculture et de la Forêt de Poitou-Charentes, il n'y a plus que 12 exploitations agricoles en 2010 contre 15 en 2000.
11 % des surfaces agricoles sont destinées à la culture des céréales (blé tendre, orge et maïs), 71 % pour le fourrage et 14 % restent en herbe.
7 exploitations en 2010 (contre 8 en 2000) abritent un élevage de bovins (1 329 têtes en 2010 contre 1 328 têtes en 2000). C’est un des troupeaux de bovins les plus importants de la Vienne qui rassemblent 48 000 têtes en 2011.
5 exploitations en 2010 (contre 8 en 2000) abritent un élevage d'ovins en expansion (2 968 têtes en 2010 contre 1 457 têtes en 2000). C'est un des troupeaux importants du département qui compte, en 2011, 214 300 têtes.
L'élevage de volailles a disparu au cours de cette décennie.

### Activité et emploi
Le taux de chômage, selon l'Insee, en 2005 était de 3,8 % et en 1999 il était de 13,7 %.
Les retraités et les pré-retraités représentaient 36,2 % de la population en 2005 et 29 % en 1999.
Le taux d'activité était de 68,4 % en 2005 et de 67 en 1999.

## Culture locale et patrimoine

### Monuments et lieux remarquables

#### Les vestiges gallo-romains de Mazamas
Ils sont situés à environ 4 km du bourg. Les vestiges constituent un sanctuaire comprenant un temple de tradition celtique (vers 50 av. J.-C.) auquel succède un temple gallo-romain (vers 40-50 ap. J.-C.). Le site est classé Monument Historique depuis 1973. C'est un des principaux sites gallo-romains du département de la  Vienne avec celui de Sanxay et de Naintré. Le site a été découvert par l'abbé Florentin Reix, curé de Bourg-Archambault et de Saint-Léomer pendant 50 ans. Il reconnait le petit appareil romain lorsque les pierres de quatre monticules considérés comme les ruines du "château de Mazamas" sont utilisées en 1945 pour réparer un chemin. Édifié au Ier siècle, ce sanctuaire gallo-romain est construit en petit appareil régulier. Il comprend un mur d'enceinte, un propylée orienté à l'est et deux temples jumeaux à vestibule et cella carré. Plus profondément enfouies, les bases d'un sanctuaire gaulois datant du Ier siècle avant notre ère sont encore visibles. Il comprend un péribole avec un bâtiment d'entrée à l'est et un fanum à cella carrée et galerie circulaire autour. Lieu de culte durant plusieurs siècles, le sanctuaire n'est toutefois associé à aucun vicus. La destruction systématique des temples jumeaux est l’œuvre des chrétiens du IVe siècle.

#### L'égliseSaint-Léomer de Saint-Léomer
Elle date du XIIe siècle. La façade dont le pignon triangulaire a été surélevé en 1820 est sobre mais soignée. Elle forme écran en incluant dans sa largeur des contreforts épais. Le portail est en plein cintre. Le décor est de style limousin. Le portail est en calcaire alors que le reste de l'édifice est en grès ferrugineux local. L'abside est petite. Elle est voûtée en cul-de-four. La nef est contrebutée à l'extérieur par des contreforts massifs. La nef est voûtée en berceau brisé.

#### Le patrimoine naturel
La commune abrite trois zones naturelles d'intérêt écologique, faunistique et floristique (ZNIEFF) qui couvrent 40 % de la surface communale :
- Le camp militaire de Montmorillon,
- Les landes de Montmorillon,
- La vallée du Salleron.

Deux espaces naturels de la commune bénéficient de protections issues d'engagements internationaux relevant de la directive habitats-faune-flore. Ces espaces représentent 16 % de la surface communale et il s'agit des brandes de Montmorillon et de la vallée du Salleron.
Deux autres sites couvrant 17 % du territoire communal sont aussi classées par la directive oiseaux qui assure la protection des oiseaux sauvages et de leurs biotopes : les brandes de Montmorillon et les landes de Sainte-Marie.

##### Le camp militaire de Montmorillon
À cheval sur le territoire de trois communes : Journet, Montmorillon, Saint-Léomer, le camp militaire de Montmorillon occupe un vaste plateau recouvert de "terres de brandes". Il appartient déjà à la Basse Marche du Limousin. Ses sols sont argilo-sableux, acides, hydromorphes et riches en galets de quartz.
Le site doit à son utilisation comme terrain militaire d’avoir été soustrait à l’intensification agricole qui a entraîné ailleurs, depuis le milieu du XXe siècle, la disparition de beaucoup d’habitats agropastoraux traditionnels. Ce statut particulier a, ainsi, permis la conservation d’un des plus grands ensembles de landes à bruyères de tout le département de la Vienne. Six grands étangs pluri-centenaires, aux eaux plus ou moins riches et ayant un niveau variable selon les saisons, occupent des dépressions peu profondes au sein de la lande et ajoutent à la diversité de l’ensemble.
Toutefois, des altérations récentes ont eu lieu ou sont, encore, en cours. Elles sont dues autant à des causes naturelles telles que la reprise du manteau forestier au détriment de la lande et des milieux ouverts, qu’à des interventions humaines comme la réalisation de grands pare-feu. Cependant, l’ensemble de la zone possède encore un intérêt biologique exceptionnel qui en fait un des pôles majeurs de la biodiversité régionale, comme en témoignent les 126 espèces animales et végétales à fort intérêt patrimonial qui ont pu y être recensées au cours de la première décennie du XXIe siècle.
Avec 76 espèces rares ou menacées, la flore apparaît d’une grande richesse. Les étangs et leurs rives abritent à eux seuls près de 50 % des plantes remarquables du site.
Sur le plan de la faune vertébrée, l’avifaune présente un intérêt considérable dû à la juxtaposition d’oiseaux de milieux variés, accueillant diverses espèces rares ou menacées en Poitou, parmi lesquelles les oiseaux de landes et de zones humides sont les mieux représentés.
Le groupe des amphibiens et des reptiles est tout aussi remarquable par sa diversité (17 espèces) que par son originalité.
Quant aux mammifères, ils sont représentés, entre autres, par plusieurs espèces de chauves-souris rares.
Parmi les Invertébrés, le fait essentiel réside dans la présence de plusieurs libellules rares inféodées aux mares tourbeuses, et d'un papillon protégé en France, le Damier de la succise.

##### La vallée du Salleron
La vallée du Salleron est un site classé zone naturelle d'intérêt écologique, faunistique et floristique (ZNIEFF). Le site intègre une grande partie du cours de la rivière qui est  un affluent de l’Anglin ainsi que ses affluents. Le Salleron est une petite rivière d’eaux vives avec une forte dénivellation depuis ses sources jusqu’à la confluence avec l’Anglin. Ses eaux sont de bonne qualité et bien oxygénées. Son lit est riche en sédiments grossiers (sables et graviers). Son bassin versant est à dominante forestière et bocagère et il est encore peu touché par l’intensification agricole.
L’intérêt biologique du site, qui justifie son classement et sa protection, réside dans la présence importante de la Lamproie de Planer qui est un poisson menacé de disparition  dans toute l’Europe. La Lamproie de Planer exige des eaux de très bonne qualité et des sédiments à granulométrie moyenne à grossière pour vivre et se reproduire.
De nos jours, les principales menaces sur cet environnement fragile sont: un ralentissement anormal du courant qui modifierait le tri mécanique des sédiments, ou une pollution chimique (toxiques, métaux lourds) ou organique (eutrophisation par surcharge des eaux en nutriments provoquant une pullulation d’algues et une réduction de l’oxygène dissous). La création d’étangs destinés à la pêche le long du cours du Salleron constitue un risque important du aux vidanges des étangs. Elles pourraient, en effet, transférer des maladies aux lamproies, provoquer un réchauffement des eaux du Salleron et introduire des espèces piscicoles exotiques. De même, la transformation des prairies naturelles du bassin versant en cultures céréalières intensives pourrait avoir d’importantes répercussions sur la balance trophique et sédimentaire des eaux (apport d’engrais et de produits phytosanitaires), voire, en cas d’irrigation, sur les débits en période d’étiage.
La présence d’une petite population de Cistude d’Europe, une espèce de tortue, est un autre facteur important justifiant la protection du site. Cette tortue aquatique connaît, en effet, un déclin alarmant dans toute l’Europe de l’Ouest. Elle est victime de la disparition des zones humides ou de leur fragmentation, de la dégradation de la qualité des eaux et de l’introduction d’espèces exotiques comme la Tortue de Floride, les écrevisses américaines, ou le ragondin.

## Sources